# Константин Панайодов
Константин Панайодов (болг. Константин Панайодов); нар. 7 квітня 1866, Велико-Тирново — пом. 1944, Софія — болгарський політик. Освіту здобув в Україні.

## Біографія
Народився 7 квітня 1866 в місті Тирново. У 1878 закінчив Миколаївську класичну середню школу, а в 1888 вивчав право в Одесі. У період 1905-1908 був міністром юстиції. Він пише юридичні наукові статті в газети «Незалежність», «Нове століття», «Надія» та «Русенски глас». У 1920 став членом Національної ліберальної партії і взяв участь у її керівництві.
Помер у 1944 в Софії.

## Праці
- «За причините за договорите» (1896)
- «Въведение в изучаване на търговското право» (1898)
- «Зверствата на Радославовата партия в гр. Русе» (1900)
- «Юридически статии» (1901)
- «Съучастната режия на българските тютюни» (1902)